# 超级减肥王
《超级减肥王》（英語：The Biggest Loser）是美国全国广播公司原创、授权中央电视台财经频道推出的减肥真人秀，主持人谢楠，外景主持人谢颖颖。参与节目的教练是刘畊宏和郑芯妤，醫療顧問是黃致錕。这是著名模式节目《the biggest loser》在亚洲安家落户的第二站，《超级减肥王》节目的开播意味着至2013年9月，包括《X-actor》、《The Voice》在内，在世界各地都享有盛誉及拥有超强收视吸附力的电视模式节目，均已来到中国。

## 节目概要
总共有14位从数万报名者中遴选出的肥胖选手进入位于海南三亚的训练场，进行为期十周的减肥集训。十周过后减肥比例最大的选手将成为冠军。

## 核心赛程
《超级减肥王》的核心赛程与美国原版类似，（以下为第一季）赛程共十周，分三个阶段进行：

### 第一阶段——双人赛
14位选手完成入营任务之后，前七位有权选择自己的队友。随后的选择顺序也相应顺延。
| 周次 | 播出日期  | 赛制   | 淘汰人数 | 详细内容                       |
| ---- | --------- | ------ | -------- | ------------------------------ |
| 一   | 2013.9.15 | 14进12 | 一组     | 减肥比例最低者直接淘汰         |
| 二   | 2013.9.22 | 12进10 | 一组     | 在两组最差选手中二选一淘汰     |
| 三   | 2013.9.27 | 10进9  | 一人     | 减肥比例最少一组中投票淘汰一人 |
| 四   | 2013.10.6 | 9进8   | 一人     | 减肥比例最少一组中投票淘汰一人 |

### 第二阶段——团体赛
两位教练组队进行团体对抗赛，每团队四人。
| 周次 | 播出日期   | 赛制 | 淘汰人数 | 详细内容             |
| ---- | ---------- | ---- | -------- | -------------------- |
| 五   | 2013.10.13 | 8进7 | 一人     | 直接淘汰最差一人     |
| 六   | 2013.10.20 | 7进6 | 一人     | 较差队中投票淘汰一人 |
| 七   | 2013.11.3  | 6进5 | 一人     | 较差队中投票淘汰一人 |

但是，这三周的训练，两位教练暂时分开，一般是在专属于自己战队的各自的健身房内带队展开训练，不过也有例外。例如，第五周的最后训练，所有8强选手和两位教练一同面对节目组提供的同一套大型训练器材而展开训练。
注：2013年10月27日将播出特辑，内容是前6期淘汰者的家庭减肥状况和训练场的花絮，正常赛程将暂停播映一周。

### 第三阶段——个人赛
第八周开始，选手将进入个人赛阶段，各位选手之间互为对手，直至第十周产生中国首位“超级减肥王”。
| 周次 | 播出日期   | 赛制 | 淘汰人数 | 详细内容             |
| ---- | ---------- | ---- | -------- | -------------------- |
| 八   | 2013.11.10 | 5进4 | 一人     | 最差者直接淘汰出局   |
| 九   | 2013.11.17 | 4进3 | 一人     | 没有人被淘汰         |
| 十   | 2013.11.24 | 决赛 | 两人     | 减肥总比例最大者夺冠 |

在决赛称重现场，先前被淘汰的选手将逐一称重，相比原始体重，减重比例最大的将成为“家庭减肥王”。
第十周最终决赛已在北京798录制完成，已于11月24日播出。

## 每集内容
以下内容不一定在每一集都会全出现。
- 1.诱惑考验——某几周的比赛之前，选手会遭遇一个诱惑考验，如强制对手吃下较高卡路里的食物，或者比试谁能吃下最高卡路里的食物以取得某种奖励（如，选择团队和教练的权利，或者实物奖励等）。虽然完成这个考验的奖励也许是掌控比赛的一次良机，但是吃下大量高热量的食物，势必给选手的失败加了筹码。
- 2.户外挑战——选手每周有一次在外景互相挑战的一次机会，胜利者可以获得奖励，如称重豁免权[2]、减重增加一定重量的奖励等。但是，失败者将可能遭遇惩罚（如，加重一定重量或者提前24小时称重等）。
- 3.首次训练——教练与选手首次进行大强度训练。
- 4.最后训练——选手称重前的最后一次训练，这是选手称重前挑战的最后的机会。教练一般在此刻安排的运动强度将会加大。
- 5.称重时刻——每周最后一天的晚上，选手逐一或逐对称重，揭晓成绩。如果“掉下黄线”（屏幕上可见，即成绩为当周排名后位的选手）将面临淘汰危机，交由其他选手决定其去留。在美国原版节目中，某几次称重中还有“红线”，在屏幕上“红线”以下的选手，将不经投票或附加赛而直接被淘汰。
- 6.淘汰时刻——称重之后，排名后位的选手将被其他选手投票表决，决定谁将被淘汰，离开《超级减肥王》。两位选手先于其他选手到餐厅等待表决，其他选手带着写有希望保留在训练营（或希望被淘汰）的选手的名字的托盘走入餐厅。如果出现平局，则减重比例少者将被淘汰。被淘汰后，选手身后的代表自己的冰箱上的灯将被熄灭。

在中国版《超级减肥王》第一季第五集开始的节目中，选手将当庭作出淘汰谁的决定，并即席宣布结果。
- 7.附加赛——这仅在美国版第九季出现，待定者将遭遇一个额外的挑战，胜者留在《超级减肥王》训练营，负者被淘汰。

## 特殊事件

### 减重竞拍
这个环节首次出现在第一季第二集中。
当期的六组选手预估自己的实力和减肥目标，竞逐一个比例，这个比例就是选手所需达到的减重目标。最终竞得目标比例的选手将向这个目标发起挑战。
如果当周称重时达到该比例，则该选手免于淘汰并获得相应的物质奖励；反之，如果未达到该比例，则该选手将和其余选手中减重成绩最差的选手一同进入“淘汰时刻”。当期节目中，选手及伟佳和吴宏霞拍得3.5%的减重比例，并成功完成。
设计这个环节的目的是因为，减肥进入第二周时，人体将进入运动反应期，在这一周，减肥的效果一般不尽如人意，而此刻进行大强度的节食锻炼，很难达到理想的减肥效果。

### 公布体检结果
和减重竞拍一样，这个环节也是出现在第一季第二集中。
所有选手都在赛前进行了一次体检，随后节目组将数据发送给澳大利亚版本《The Biggest Loser》的指定检验机构。最后的结果将以每位参赛者的生理年龄表现。这个环节旨在于给所有选手的减肥行动敲响警钟，提醒他们要尽快减肥，改变肥胖命运。

### 第四周首次训练的意外事件
第一季第四集的开始，选手们平时训练的健身房被出人意料地上锁。这一幕连两位教练和九位选手都措手不及，当周首次训练被迫搬离健身房，来到户外。两位教练也各出奇招，展开训练。

### 蔡岫勍“作秀说”
第一季第四集结尾，主持人谢楠就蔡岫勍的身份——第一季中国达人秀的季军和减肥的动机提出了质疑：“你是来减肥的吗？还是来作秀的？”
蔡岫勍在第一集因伤暂别《超级减肥王》赛场，第四集伤愈后首度训练，当周减重仅有2斤（市制，1kg），而其余选手的意见产生分歧，结果是贾魁博获胜，蔡被大多数选手投票出局。最终，蔡病愈之后的坚持博得了所有人的感动，她用实际行动作出了自己最正确的选择，有力抨击了所谓“作秀说”。

### 美食竞猜
第一季第五集的大型挑战开始前，已经被分成红黑两队的选手组团进行“美食竞猜”，在每组的A、B两组食物中选择自己认为热量较小的一组。选中的每组得1分，得分多者获得当周1斤的额外减重奖励。
注意，和原版相比，中国版截至第一季第五集，并未设置“诱惑考验”环节。

### 家人来访
第六集大型挑战是团队竞技，红黑两团队将争夺的奖励是——4斤减重奖励或者家人来访。当期的胜利者红队选择家人来访，其中三位队员的家人在与其隔绝一个半月后，来到《超级减肥王》训练营看望各位选手。另外一位把这个权利送给了对方（黑队）的队长。结果是，即使使用4斤的减重奖励，红队也难逃淘汰一人的厄运。

### 测腰围
还是第六集，称重时刻之前，专业的瘦身机构通过测定选手的腰围来观察选手的减肥效果。
设计这个环节是通过直观展现腰围的变化来给选手以激励，展示选手的减肥效果。

### 第七周的变化——一对一
第二阶段节目的最后一周——第七周训练前，六位选手按照顺序根据所属队伍进行一对一分组，当周称重时刻按组进行，每组三人，三局两胜者获得本周胜利，免于淘汰。
这一周的设计是为了增加节目的观赏性和刺激性，使得所有选手的减肥目标明确到一个人，同时也是第八周开始的个人赛的预演——队友的保护被撤去。

### 急行军17公里
第八周的大型挑战是急行军17公里，路线大致是沿着一段山路上下坡。前2公里选手需背负与其7星期减重相同重量的负重前进，随后放下负重全力冲刺。
当周，选手祖嘉泽在近2公里处腰部受伤，成为本节目第一季第三位受伤者，但祖最后完成了17公里任务。

### 再次体检
第10周总决赛前，本节目减肥顾问对14位选手进行了本季度最后一次体检，结果相比上次开赛之初的体检，各种肥胖症状全部消失。

## 选手

### 第一季
数据截至本节目第一季完，体重单位为斤。本季度所有选手合计初始体重3,575斤，全体选手共减重1,052斤，减重总比例29.43%。
| 选手姓名/周 |     | 1   | 2   | 3   | 4   | 5   | 6   | 7   | 8   | 9   | 10  | 最终体重/原始体重（斤） | 全赛季减重比例 |
| ----------- | --- | --- | --- | --- | --- | --- | --- | --- | --- | --- | --- | ----------------------- | -------------- |
| 祖嘉泽      | 272 | 257 | 247 | 241 | 229 | 217 | 211 | 201 | 192 | 183 | 163 | 163/272                 | 40.07%         |
| 及伟佳      | 210 | 201 | 194 | 191 | 180 | 172 | 168 | 161 | 154 | 149 | 138 | 138/210                 | 34.29%         |
| 李峥        | 296 | 282 | 268 | 261 | 248 | 237 | 220 | 214 | 206 | 195 | 180 | 180/296                 | 39.19%         |
| 吴宏霞      | 194 | 182 | 175 | 174 | 166 | 157 | 153 | 146 | 140 | 134 | 123 | 123/194                 | 36.60%         |
| 李涛        | 335 | 318 | 304 | 303 | 287 | 276 | 264 | 256 | 247 |     | 225 | 225/335                 | 32.84%         |
| 贾魁博      | 401 | 382 | 369 | 364 | 347 | 336 | 326 |     |     |     | 307 | 307/401                 | 23.44%         |
| 葛玉萍      | 261 | 250 | 242 | 240 | 225 | 216 | 211 |     |     |     | 170 | 170/261                 | 34.87%         |
| 王瑞琴      | 227 | 214 | 208 | 204 | 194 | 188 |     |     |     |     | 169 | 169/227                 | 25.55%         |
| 蔡岫勍      | 207 |     |     | 188 | 186 |     |     |     |     |     | 156 | 156/207                 | 24.64%         |
| 周乐        | 221 | 213 | 205 | 202 |     |     |     |     |     |     | 176 | 176/221                 | 20.36%         |
| 马小蕾      | 217 | 204 | 198 |     |     |     |     |     |     |     | 183 | 183/217                 | 15.67%         |
| 董焕煜      | 324 | 309 | 300 |     |     |     |     |     |     |     | 262 | 262/324                 | 19.14%         |
| 刘然        | 187 | 181 |     |     |     |     |     |     |     |     | 143 | 143/187                 | 23.53%         |
| 朱慧娇      | 223 | 212 |     |     |     |     |     |     |     |     | 148 | 148/223                 | 33.63%         |

注：X=当周被其他选手票决淘汰出局
XX=当周因减重比例最低被直接淘汰出局
第十周下方数字为首季最终名次。所列“A名次”表示“超级减肥王”四强的排名，“B名次”表示“家庭减肥王”的十位候选人排名。
绿色：家庭减肥王，奖励价值人民币300,000元的减肥保险
红色：超级减肥王，奖励价值人民币1,000,000元的减肥保险和汽车10年使用权

## 记事
有媒体说，《超级减肥王》的拍摄创下了中国电视的七宗“最”。

### 明星助阵
从首季第二周开始，节目几乎每周都会邀请一位或几位明星作为“加油大使”，他们或是瘦身成功，或是携礼物而来，或是有其他目的等。
- 第二周：李湘[9]
- 第三周：[10]
  - 蔡明（带来部分选手和家人的照片）
  - 关凌（帮助贾魁博完成户外挑战赛）
- 第四周：柳岩（给选手李涛送来一份来自家人的礼物）
- 第五周：柳岩（和谢楠主持“美食竞猜”环节，见前文）
- 第七周、第八周：吴京（主持特训和一对一PK分组、第八周大型挑战）
- 第十周（第一季总决赛）：平安、刘大成、孙艺洲、关凌（出席第一季总决赛）

### 选手伤病
参加《超级减肥王》的选手不得不面对强度巨大的节食锻炼，所以，伤病问题在所难免。开赛第一周，选手蔡岫勍因在挑战赛中受伤，住院两周多后归队。选手贾魁博只能在接下来三周赛程中独自面对称重时刻。
在第一季第七周大型挑战中，李涛受伤，缺席下一周的大型挑战；第八周，同样的事情也发生在祖嘉泽身上。

### 本节目纪录
以下数据截至2013年11月24日第一季结束——
- 进场体重最大者（男）：贾魁博（401斤）
- 进场体重最大者（女）：葛玉萍（261斤）
- 结束体重最小者（男）：祖嘉泽（163斤）
- 结束体重最小者（女）：吴宏霞（123斤）
- 训练营选手减重数值最大者（男）：李峥（已减116斤）
- 训练营选手减重数值最大者（女）：及伟佳（已减72斤）
- 训练营选手减重比例最大者（男）：祖嘉泽（已减40.07%）
- 训练营选手减重比例最大者（女）：吴宏霞（已减36.60%）
- 出局选手减重数值最大者（男）：李涛（已减110斤）
- 出局选手减重数值最大者（女）：葛玉萍（已减91斤）
- 出局选手减重比例最大者（男）：李涛（已减32.84%）
- 出局选手减重比例最大者（女）：葛玉萍（已减34.87%）
- 单季全体选手减重人均数值最大一季：第一季（人均75.14斤）
- 单季全体选手减重比例最大一季：第一季（29.43%）

### 体重反弹
2014年，在第一季结束一年多后部分前选手发布的微博的照片中，可以看出当初参加的部分前选手们有复胖的问题，有的甚至回升数十斤以上（但也有例外——在2017年的一期江苏卫视《非诚勿扰》节目中，该节目总冠军祖嘉泽称现在已减到并维持在142斤），足见保养比减更困难，甚至有多名前选手被迫做手术维持体重。此前在美国、澳大利亚等国家的TBL节目中也爆出有此问题，且非个例。
无独有偶，在该团队转投江苏卫视继续制作的同类节目《减出我人生》第一季节目结束后（当时的教练团队也是前作TBL的同样的教练团队），也爆出有前参赛者体重反弹的问题，目前该续作节目第二季正在制作中。